# Немачка подморница У-556
Подморница У-556 је била немачка подморница типа VIIC и коришћена је у Другом светском рату. Подморница је изграђена 6. фебруара 1941. године и служила је у 1. подморничкој флотили (обука) (6. фебруар 1941 — 1. април 1941), и у 1. подморничкој флотили (борбени брод) (1. април 1941 — 27. јун 1941).

## Служба
Након завршене обуке посаде немачке подморнице У-556, она испловљава 1. маја 1941. године из базе Кил на своје прво патролирање. Свега неколико дана касније – 6. маја, она потапа рибарски брод Emanuel, паљбом из својих топова, у близини Фарских острва. 
У 04:42 сати, [[10. мај] а1941. године, подморница У-556 напада конвој OB-318, југоисточно од Кеип Фервела и шаље извештај о два потопљена брода, са тежином од 10.000 тона. Претпостављало се на основу СОС поруке, да је један од два брода био холандски трговачки брод Hercules, али у стварности торпедо је промашило британски трговачки брод Chaucer, и касније експлодирало. Други торпедо је погодио и оштетио британски трговачки брод  (заповедник Харолд Вилијам Бруквелл), који је након поготка одвучен од британске корвете HMS Hollyhock (K 64) у Рејкјавик, где стиже [[17. мај]а. Један члан посаде је погинуо а заповедника и 43 осталих чланова посаде је спасио британски наоружани трговачки брод HMS Daneman (FY 123).
Нешто касније у 07:52 сати, британски трговачки брод  (заповедник Бернард Едвим Дафилд), који је одлутао од конвоја OB-318, је торпедован и потопљен од подморнице У-556, на око 465 наутичких миља југозападно од Рејкјавика. Заповедник брода, 31 члан посаде и два стражара су погинули, а 9 члана посаде и два стражара сакупља британски разарач HMS Malcolm (D 19), и искрцава их у Рејкјавик, а одатле их до Гринока пребацује британски разарач HMS Scimitar (H 21). 
Истог дана – [[10. мај]а, у 20:37 сати, белгијски трговачки брод  (заповедник Мишел Хостенс), из растуреног конвоја OB-318, је торпедован и потопљен од подморнице У-556, на око 210 наутичких миља југоисточно од Кеип Фервела. Један члан посаде је погинуо а један рањен, док су заповедник, 38 члана посаде и 4 стражара били спашени. 
Тачно десет дана касније, 20. маја 1941. године, у 14:48, 14:50 и 15:16 сати, подморница У-556 испаљује торпеда ка конвоју HX-126, јужно од Кеип Фервела и потапа три брода: Darlington Court, British Security и Cockaponset.
Заповедника, 10 члана посаде и једног стражара са британског теретног брода Darlington Court, спашава спасилачки брод Hontestroom, и искрцава их у Рејкјавик 27. маја, док 22 члана посаде, 3 стражара и 3 путника гину. Заједно са бродом на дно је отишло и 8.116 тона пшенице и авиона.
Британски танкер British Security (заповедник Арнолд Џејмс Акерс), који је превозио 11.200 тона бензина и керозина, се након поготка пали и гори наредна три дана, пре него што је потонуо. Заједно са бродом је настрадао заповедник, као и 48 чланова посаде и четири стражара. 
Заповедника и 40 члана посаде са британског теретног брода Cockaponset (заповедник Бенџамин Грин) спашава холандски спасилачки брод Hontestroom и искрцава их у Рејкјавик 27. маја. Са бродом је на дно отишло 2.791 тона челика, 1.924 тона црног каребона, 250 тона ТНТ-а, 223 тона камиона и 1.162 тона општег терета.
Подморница У-556, након изузетно плодног патролирања упловљава 30. маја у базу Лорјан, Француска и ту остаје до 19. јуна 1941. кад креће у нову патролу. Међутим овог пута је срећа напустила подморницу У-556, и 27. јуна, југозападно од Исланда је потапају дубинским бомбама британске корвете: HMS Nasturtium, HMS Celandine и HMS Gladiolus. Пет члана посаде подморнице У-556 гине, док преосталих 41 падају у заробљеништво

## Команданти
- Херберт Вохлфарт (6. фебруар 1941 — 27. јун 1941)Ж

## Бродови
| Име брода | Држава               | Тежина     | Година изградње | Датум напада  | Напомена |
|           | Фарска Острва        | 166 тона   | 1931.           | 6. мај 1941.  | Потопљен |
|           | Уједињено Краљевство | 4.986 тона | 1938.           | 10. мај 1941. | Оштећен  |
| ]         | Уједињено Краљевство | 4.861 тона | 1919.           | 10. мај 1941. | Потопљен |
|           | Белгија              | 5.086 тона | 1919.           | 10. мај 1941. | Потопљен |
|           | Уједињено Краљевство | 8.470 тона | 1937.           | 20. мај 1941. | Потопљен |
|           | Уједињено Краљевство | 5.995 тона | 1919.           | 20. мај 1941. | Потопљен |
|           | Уједињено Краљевство | 4.974 тона | 1936.           | 20. мај 1941. | Потопљен |
| --------- | -------------------- | ---------- | --------------- | ------------- | -------- |